# Wyspa Dufayela
Wyspa Dufayela – mała wyspa na fiordzie Ezcurra Inlet (część Zatoki Admiralicji), leżąca przy Wyspie Króla Jerzego w archipelagu Szetlandów Południowych. Wyspa jest bezludna, znajduje się niedaleko od Polskiej Stacji Antarktycznej im. Henryka Arctowskiego.